# Río Seco 1ra. Sección, Cunduacán
Río Seco 1ra. Sección är en ort i Mexiko.   Den ligger i kommunen Cunduacán och delstaten Tabasco, i den sydöstra delen av landet, 600 km öster om huvudstaden Mexico City. Río Seco 1ra. Sección ligger 23 meter över havet och antalet invånare är 864.
Terrängen runt Río Seco 1ra. Sección är mycket platt. Runt Río Seco 1ra. Sección är det ganska tätbefolkat, med 155 invånare per kvadratkilometer. Närmaste större samhälle är Cárdenas, 13,7 km sydväst om Río Seco 1ra. Sección. Trakten runt Río Seco 1ra. Sección består till största delen av jordbruksmark.